# Glochidion conostylum
Glochidion conostylum är en emblikaväxtart som beskrevs av Airy Shaw. Glochidion conostylum ingår i släktet Glochidion och familjen emblikaväxter. Inga underarter finns listade i Catalogue of Life.